# Производственная система «Тойоты»
Производственная система «Тойоты» (англ. Toyota Production System, TPS; яп. トヨタ生産方式) — производственная система, созданная компанией Тойота и включающая методы, применяемые предприятием для производства товаров и услуг с использованием различных ресурсов, и направленные на обеспечение бездефектного производства со скоростью, соответствующей запросам потребителей, путём устранения потерь.

## История
Компания Тойота разрабатывала производственную систему с момента основания компании. В период 1911—1930 годов система формировалась благодаря заслугам Сакити Тоёда, который внедрил принцип «дзидока» (интеллектуальную автоматизацию, которая в случае возникновения нештатной ситуации останавливает производственную линию, не позволяя дальше тиражировать брак) и правило пять почему (подход для решения проблем, при котором, задав пять раз вопрос почему, определяется причинно-следственная связь процесса, который привел к проблеме).
С 1948 года Киитиро Тоёда стал внедрять в производственную систему принцип «точно в срок», которая системно сформировалась к 1961 году.
В период 1932—1959 годов, благодаря заслугам Тайити Оно, система дополнилась системой управления производством «канбан» и концепцией «бережливое производство».
В период 1955—1982 годов Сигео Синго дополнил производственную систему методом «SMED» и защитой «пока — ёкэ».
Этапы же развития производственной системы «Тойоты» можно предоставить по отдельным операциям:
- 1945 — переналадка 2 — 3 часа, 1962 — переналадка 15 минут, 1971 — переналадка 3 минуты
- 1947 — управление двумя станками, 1949 — обслуживание 3-4 станков, 1963 — многопроцессорные операции
- 1948 — вытягивание с предыдущих процессов, 1953 — система супермаркета в механическом цехе, 1962 — канбан в масштабе всей компании
- 1949 — отказ от промежуточных складов, в 1958 году отказ от изоляторов брака
- 1950 — синхронизация работы станков и сборочной линий, 1955 — связь сборочной линии и производства кузовов, 1961 — канбан с поддонами
- 1950 — визуальное управление, андон в сборке двигателя, 1955 — в сборочной линии андон, остановка линии, смешанная загрузка, автоматизация-автономизация, 1961 — андон на сборочной линии, 1971 — система остановки в фиксированном положении при сборке
- 1953 — сглаживание (выравнивание) производства.
- 1953 — система звонков в цехах механообработки, 1959 — передача in — in, in — out, 1973 — передача out — in
- 1955 — система юлы (небольшие поставки/смешанные транспортировки)
- 1955 — система требуемого объёма поставки деталей, 1961 — красные и синие карты для внешних поставок, 1965 — канбан с поставщиками
- 1957 — андон[англ.], 1963 — учетчик, автоматический отбор деталей, информационные индикаторы, 1971 — система индикации кузовов
- 1962 — устройство бака — ёка, 1966 — автономизированная линия[англ.]

## Современная производственная система «Тойоты»
В период 1950—1980 гг. производственная система «Тойоты» занималась:
- сокращением складских запасов, используя метод «точно в срок»
- добивалась высокого качества за счет принципа «дзидока[англ.]»
- снижением себестоимости за счет совершенствования производственных процессов.

А с 1980 года формируется новая концепция, которая стала называться Всеобщая производственная система «Тойоты» (T-TPS), которая занимается уже:
- сокращением времени производственного цикла (вытягиванием продукции с предыдущего процесса, выравниванием производства, обеспечением поточности)
- завершенностью собственных операций (интеграцией в процесс качества, сети обеспечения качества)
- стандартизированной работой, устранением потерь, высвобождением (перераспределением) линейного персонала
- активизацией персонала и производственных участков
- опережающим совершенствованием при разработке новых видов продукции (параллельным инжинирингом, подготовкой пусконаладочных работ и массового производства).

Всеобщая производственная система «Тойоты» (Total Toyota Production System — T-TPS) составная часть Всеобщей системы управления (Toyota Management System — TMS), которая также включает в себя Систему продаж Тойоты (Toyota Sales System — TSS) и Систему разработок Тойота (Toyota Development System — TDS). Всеобщая производственная система «Тойоты» (T-TPS) включает в себя «Концепцию производства», «Проектирование производства» и «Производство».

## Примечание
1. ↑  Encyclopedia Britannica. Production system. Архивировано 12 апреля 2019 года.
2. ↑  Лайкер Дж. Дао Toyota: 14 принципов менеджмента ведущей компании мира. — М.: Альпина Бизнес Букс, 2005. — С. 68. — ISBN 5-9614-0124-3. Архивировано 20 ноября 2015 года.
3. 1 2  Оно Т. Производственная система Тойоты. Уходя от массового производства. — М.: Институт комплексных стратегических исследований, 2008. — С. 121- 125. — ISBN 978-5-902677-04-1.
4. ↑  Синго С. Изучение производственной системы Тойоты с точки зрения организации производства. — М.: Институт комплексных стратегических исследований, 2006. — С. 288-289. — ISBN 5-903148-03-4.
5. ↑  Тосио Хорикири. TPS и TMS – системы для развития компании // Toyota Engineering Corporation. — 2014. — С. 9,13. Архивировано 8 декабря 2015 года.